# Nepalesische Beachhandball-Nationalmannschaft der Männer
Die nepalesische Beachhandball-Nationalmannschaft der Männer repräsentiert den nepalesischen Handball-Verband als Auswahlmannschaft auf internationaler Ebene bei Länderspielen im Beachhandball gegen Mannschaften anderer nationaler Verbände.
Ein weibliches Pendant mit der Nepalesischen Beachhandball-Nationalmannschaft der Frauen ist bislang ebenso wenig ins Leben gerufen worden wie eine Nachwuchs-Nationalmannschaft.

## Geschichte
Nepal ist im Beachhandball eine vergleichsweise junge und alles andere als erfahrene Nation. Da Nepal keine Küste hat, sind Strandsportarten relativ wenig verbreitet, Hallenhandball und Streethandball sind weit verbreiteter. Bislang wurde überhaupt erst einmal, für die ersten und bislang auch einzigen South Asian Beach Games 2011, eine Nationalmannschaft zusammengestellt. Bei den Wettbewerben in Hambantota, Sri Lanka verlor die Vertretung Nepals am Ende all ihre vier Spiele und belegte den fünften und damit letzten Platz.

## Teilnahmen
| World Games - 2001: nicht eingeladen - 2005: nicht eingeladen - 2009: nicht qualifiziert - 2013: nicht qualifiziert - 2017: nicht qualifiziert - 2022: nicht qualifiziert World Beach Games - 2019: nicht qualifiziert - 2023: nicht qualifiziert | Weltmeisterschaften - 2004: nicht qualifiziert - 2006: nicht qualifiziert - 2008: nicht qualifiziert - 2010: nicht qualifiziert - 2012: nicht qualifiziert - 2014: nicht qualifiziert - 2016: nicht qualifiziert - 2018: nicht qualifiziert - 2020: nicht qualifiziert - 2022: nicht qualifiziert | Asienmeisterschaften - 2004: keine Teilnahme - 2013: keine Teilnahme - 2015: keine Teilnahme - 2017: keine Teilnahme - 2019: keine Teilnahme - 2022: keine Teilnahme - 2023: keine Teilnahme | Asian Beach Games - 2008: keine Teilnahme - 2010: keine Teilnahme - 2012: keine Teilnahme - 2014: keine Teilnahme - 2016: keine Teilnahme - 2023: South Asian Beach Games - 2011: 5. |

## Trainer
Cheftrainer
- 2012: Batdavaa Badrangui